# Колбасная (приток Стоговки)
Колбасная (устар. Вюрст Грабен) — река в России, протекает по территории Правдинского района Калининградской области. Устье реки находится в 7 км по левому берегу реки Стоговки. Длина реки — 11 км, площадь водосборного бассейна — 19 км².

## Данные водного реестра
По данным государственного водного реестра России относится к Балтийскому бассейновому округу, водохозяйственный участок реки — Преголя. Относится к речному бассейну реки Неман и рекам бассейна Балтийского моря (российская часть в Калининградской области).
Код объекта в государственном водном реестре — 01010000212104300010381.

## Топографическая карта
- Лист карты N-34-55 Гвардейск. Масштаб: 1 : 100 000. Состояние местности на 1980 год. Издание 1987 г.